# Национальные районы городского подчинения
Национа́льный райо́н городско́го подчине́ния — вид района городского подчинения в КНР, созданного для национальных меньшинств. На текущий момент существуют 4 национальных района городского подчинения: 1 в Хэйлунцзяне и 3 в Хэнане.

## Хэйлунцзян
городской округ Цицикар
- Мэйлисы-Даурский национальный район

## Хэнань
городской округ Чжэнчжоу
- Гуаньчэн-Хуэйский район

городской округ Лоян
- Чаньхэ-Хуэйский национальный район

городской округ Кайфэн
- Шуньхэ-Хуэйский район

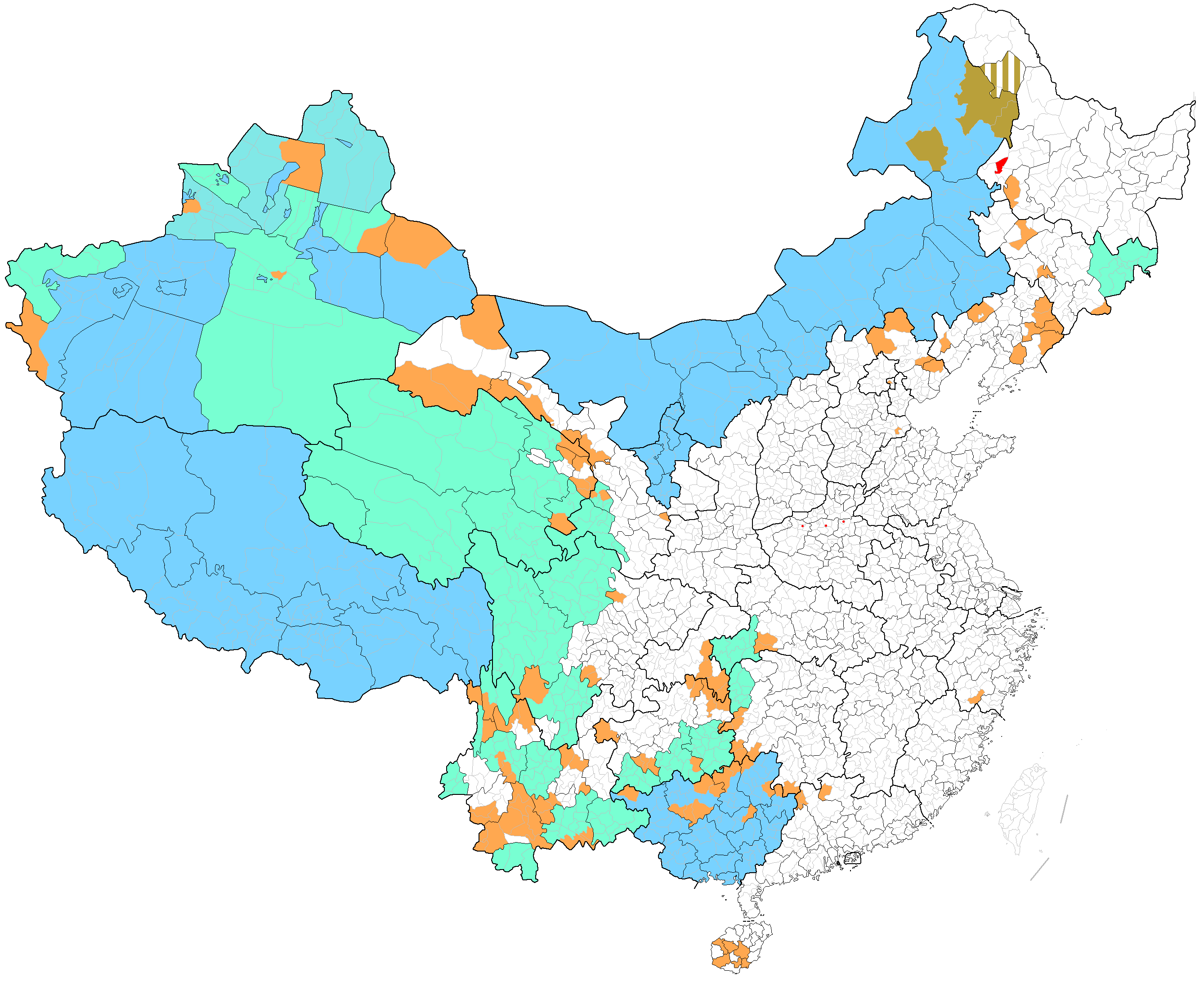
Красным отмечены национальные районы городского подчинения

Бывший национальный район городско́го подчине́ния:
- Хуэйминь